# Myrmica kotokui
Myrmica kotokui (tiếng Nhật: shiwa-kushike-ari) là một loài kiến trong chi Myrmica.